# タイラー・ウォーレン
タイラー・ウィリアム・ウォーレン（Tyler William Warren, 2002年5月24日 - ）は、アメリカ合衆国バージニア州メカニクスビル出身のプロアメリカンフットボール選手。NFLのインディアナポリス・コルツに所属している。ポジションはタイトエンド。

## 経歴

### ハイスクール
高校時代はクォーターバックを務め、フットボールの他に野球やバスケットボールもプレーしていた。
当初はバージニア工科大学へ進学予定だったが、後にこれを撤回し、ペンシルベニア州立大学へ進学した。

### カレッジ
5年目の2020年シーズン、USC戦で17レシーブを記録。これはカレッジフットボールの1試合におけるタイトエンドの最多レシーブ数（タイ記録）であった。このシーズンは16試合に出場して104レシーブ、1,233レシーブヤード、8つのレシービングTDを記録し、カレッジで最も優れたタイトエンドに贈られるジョン・マッキー賞を受賞した。
| シーズン | 試合 | 試合 | レシーブ | レシーブ    | レシーブ         | レシーブ | ラン | ラン        | ラン             | ラン |
| シーズン | 試合 | 先発 | レシーブ | 獲得 ヤード | 平均 獲得 ヤード | TD       | 回数 | 獲得 ヤード | 平均 獲得 ヤード | TD   |
| -------- | ---- | ---- | -------- | ----------- | ---------------- | -------- | ---- | ----------- | ---------------- | ---- |
| 2020     | 2    | 0    | 0        | 0           | 0.0              | 0        | 0    | 0           | 0.0              | 0    |
| 2021     | 13   | 0    | 5        | 61          | 12.2             | 1        | 6    | 6           | 1.0              | 2    |
| 2022     | 12   | 3    | 10       | 123         | 12.3             | 3        | 0    | 0           | 0.0              | 0    |
| 2023     | 13   | 12   | 34       | 422         | 12.5             | 7        | 0    | 0           | 0.0              | 0    |
| 2024     | 16   | 16   | 104      | 1,233       | 11.9             | 8        | 26   | 218         | 8.4              | 4    |
| 通算     | 56   | 31   | 153      | 1,839       | 12.0             | 19       | 32   | 224         | 7.0              | 6    |

### インディアナポリス・コルツ
| 6 ft 5+1⁄2 in (197 cm)      | 256 lb (116 kg) | 31+3⁄4 in (81 cm) | 9+1⁄2 in (24 cm) |
| All values from NFL Combine |                 |                   |                  |

2025年のNFLドラフトにて1巡目全体14位でインディアナポリス・コルツから指名された。